# Fabián Saavedra
Fabián Andrés Saavedra Muñoz (n. Chile, 27 de enero de 1992) es un futbolista chileno. Juega como delantero y su actual club es Lautaro de Buin.

## Trayectoria
Saavedra surgió de las divisiones inferiores de Unión Española, estreno como jugador profesional el 22 de junio de 2011 ante Municipal La Pintana por la Tercera Fase de la Copa Chile. Su equipo (Unión) ganó 0:3 ese partido y el jugador se integró al campo en el minuto 84'. Posteriormente, en el enfrentamiento de vuelta, el delantero anotó su primer gol luego de una asistencia de Martín Ligüera. El partido terminó 7:0 a favor de su equipo.
A comienzos de 2012 Unión Española disputó un partido por la 1.ª fase de la Copa Libertadores, en ese encuentro Fabián Saavedra estrenó su participación en torneos internacionales, comenzó desde el inicio pero fue sustituido en el segundo tiempo del partido.
Se coronó campeón con la Unión Española en el 2013.

## Selección nacional
En 2010 fue nominado a la selección nacional de futsal que disputará el sudamericano de la categoría sub-20, donde su equipo no logró superar la fase grupal al no ganar ningún partido.

## Estadísticas

### Clubes
| Club | Div.          | Temporada     | Liga  | Liga  | Copas(1) | Copas(1) | Torneos internacionales(2) | Torneos internacionales(2) | Total(3) | Total(3) |
| Club | Div.          | Temporada     | Part. | Goles | Part.    | Goles    | Part.                      | Goles                      | Part.    | Goles    |
| --- | ------------- | ------------- | ----- | ----- | -------- | -------- | -------------------------- | -------------------------- | -------- | -------- |
| Unión Española · Chile                                                                                          | 1.ª           | 2011          | 5     | 0     | 5        | 2        | —                          | —                          | 10       | 2        |
| Unión Española · Chile                                                                                          | 1.ª           | 2012          | 15    | 2     | 6        | 3        | 1                          | 0                          | 22       | 5        |
| Unión Española · Chile                                                                                          | 1.ª           | 2013          | —     | —     | —        | —        | —                          | —                          | 0        | 0        |
| Unión Española · Chile                                                                                          | 1.ª           | 2014-15       | 25    | 4     | 7        | 1        | —                          | —                          | 32       | 5        |
| Unión Española · Chile                                                                                          | 1.ª           | 2015-16       | 12    | 3     | 10       | 1        | —                          | —                          | 22       | 3        |
| Unión Española · Chile                                                                                          | 1.ª           | 2016-17       | 11    | 0     | 2        | 0        | —                          | —                          | 13       | 0        |
| Unión Española · Chile                                                                                          | Total club    | Total club    | 68    | 9     | 30       | 7        | 1                          | 0                          | 99       | 16       |
| Unión Española B · Chile                                                                                        | 3.ª           | 2012          | 12    | 2     | —        | —        | 6                          | 0                          | 18       | 2        |
| Unión Española B · Chile                                                                                        | 3.ª           | 2013          | 21    | 3     | —        | —        | —                          | —                          | 21       | 3        |
| Unión Española B · Chile                                                                                        | Total club    | Total club    | 33    | 5     | 0        | 0        | 6                          | 0                          | 39       | 5        |
| Cobresal · Chile                                                                                                | 1.ª           | 2013-14       | 8     | 1     | 7        | 1        | —                          | —                          | 15       | 2        |
| Cobresal · Chile                                                                                                | 2.ª           | 2017          | 15    | 1     | 2        | 0        | —                          | —                          | 22       | 5        |
| Cobresal · Chile                                                                                                | 1.ª           | 2019          | 12    | 1     | 5        | 0        | —                          | —                          | 17       | 1        |
| Cobresal · Chile                                                                                                | Total club    | Total club    | 35    | 3     | 14       | 1        | 0                          | 0                          | 49       | 4        |
| Santiago Morning · Chile                                                                                        | 2.ª           | 2018          | 25    | 2     | 2        | 0        | —                          | —                          | 27       | 2        |
| Santiago Morning · Chile                                                                                        | Total club    | Total club    | 25    | 2     | 2        | 0        | —                          | —                          | 27       | 2        |
| Lautaro de Buin · Chile                                                                                         | 3.ª           | 2020          | 9     | 1     | —        | —        | —                          | —                          | 9        | 1        |
| Lautaro de Buin · Chile                                                                                         | 3.ª           | 2021          | 0     | 0     | 0        | 0        | 0                          | 0                          | 0        | 0        |
| Lautaro de Buin · Chile                                                                                         | Total club    | Total club    | 9     | 1     | 0        | 0        | 0                          | 0                          | 9        | 1        |
| Total carrera                                                                                                   | Total carrera | Total carrera | 170   | 20    | 46       | 8        | 7                          | 0                          | 223      | 28       |
| - 1La copa local se refiere a la Copa Chile. - 2La competición internacional se refiere a la Copa Libertadores. |               |               |       |       |          |          |                            |                            |          |          |

## Palmarés

### Campeonatos nacionales
| Título           | Equipo         | País  | Año    |
| ---------------- | -------------- | ----- | ------ |
| Primera División | Unión Española | Chile | 2013-T |